# Boog van Marcus Aurelius
De Boog van Marcus Aurelius (Latijn:Arcus Marci Aurelii) was een triomfboog in het oude Rome
De triomfboog stond op de Capitolijn. Hij werd in 176 n.Chr. in opdracht van de senaat gebouwd ter ere van de overwinningen van keizer Marcus Aurelius op de Germanen en Sarmatianen. Er zijn geen restanten van de boog teruggevonden en de exacte locatie is onbekend.
De Boog van Marcus Aurelius is bekend door een bewaard gebleven inscriptie. Het is goed mogelijk dat de panelen op de attiek van de Boog van Constantijn oorspronkelijk afkomstig zijn van deze triomfboog. Ook enkele andere bewaard gebleven panelen, die nu in de Capitolijnse Musea worden tentoongesteld, kunnen van de Boog van Marcus Aurelius afkomstig zijn.

## Bron
1. ↑  CIL, 6.1014

## Referentie
- L. Richardson, jr, A New Topographical Dictionary of Ancient Rome, Baltimore - London 1992. pp.23-24. ISBN 0801843006

| Plan van het centrale Marsveld |
| --- |
| Thermen van Nero Stadion van Domitianus Pantheon Basilica van Neptunus Thermen van Agrippa Stagnum? Odeum van Domitianus Insulae uit de Hadriaanse tijd Magazijnen ? Magazijnen ? Magazijnen ? Saepta Iulia Diribitorium Porticus Divorum Aqua Virgo Boog van Claudius Porticus Vipsania Kazerne van de Ie cohorte van de Vigiles Iseum Tempel van Minerva Chalcidica Altaar van Mars Via Flaminia Via Flaminia Tempel van Hadrianus Tempel van Matidia Theater van Pompeius Tempels van de Largo Argentina Porticus van Minucius Zuil van Marcus Aurelius T. van M. Aurelius en Faustina (?) Boog van M. Aurelius (?) Zuil van Antoninus Pius Ustrinum van Faustina de Oudere Ustrinum van Faustina de Jongere Via Recta Porticus en tempel van Bonus Eventus Porticus van Pompeius Arcus Novus Porticus van Meleager Porticus van de Argonauten Piazza della Rotonda Villa Publica |